# Macao
Macao (stavemåde på moderne portugisisk: Macau) er en tidligere portugisisk koloni beliggende en times sejlads med hurtigbåde fra Hongkong og nu forbundet af den 55 km lange Hong Kong - Zhuhai - Macao Bridge. Macao er en del af Kina og er forbundet både naturligt og med broer til fastlandet sydøst for Canton.
Byen blev styret af Portugal i 442 år og var den ældste europæiske koloni i Østasien.
Siden byen blev givet tilbage til Kina i 1999, har Macao (videre)udviklet tekstil, elektronik og legetøjs-industrien, og en betydelig turistindustri særlig knyttet til kasinoer, og byen har et vidt spektrum af hoteller, feriefaciliteter, restauranter og kasinoer – de fleste bygget efter 2000. Macao har stærke økonomiske bånd med Hongkong og hele regionen ved Perleflodens delta. Byen har en stærk infrastruktur.

## Historie

### Kejsertiden
I Qin-dynastiets tid (221–206 f.Kr.) var Macao en ø og en del af Panyu amt i distriktet Nanhai i det, som i dag er provinsen Guangdong. Under Jin-dynastiet (265-420) var området en del af amtet Dongguan, og Nanhai og Dongguan skiftede til at have det administrative overopsyn der. I 1152 (under Song-dynastiet, 960–1279) var det identificeret som en del af det nye amt Zhongshan. en 400-tallet sejlede handelsskibe mellem Sydøstasien og Guangzhou, og anløb ofte Haojingao (dvs. Macao) for at tage ferskvand og mad eller søge ly i uvejr. Standspersoner fra det sydlige Song-dynasti, og et følge på ca. 50.000 tilhængere var de første indbyggere i området som man kender til fra historiske kilder. De søgte tilflugt omkring Macao fra de invaderende mongoler i 1277. Det lykkedes længe for dem at forsvare deres bosættelser der.
Bydelen Mong Há har længe været centrum for den kinesiske bosætning på Macao og deres tempel, der kan have været regionens ældste tempel. Det var en helligdom viet til den budhistiske barmhjertighedsgudinde Guanyi.
Hoklo-bådfolket var de første, som udviste interesse for Macao som handelscenter for de sydlige områder. Under Ming-dynastiet (1368–1644) drog fiskerne til Macao fra forskellige dele af Guangdong og fra Fujian, og byggede A-Ma-tempelet, hvor de bad om en sikker rejse til havs.

### Portugisernes styre frem til 1800-tallet
Portugiserne kom til den lille Macaohalvø (som øen var blevet til) i den første halvdel af 1500-tallet. Portugisiske handelsmænd havde først gjort landkending i Shantou og i Ningbo, men blev tvunget til at opgive deres handelsstationer.
I 1535 fik portugiserne ret til at forankre skibene i det, som i dag kaldes Macaos indre havn, mod syd på vestsiden af Macaohalvøen, og drive handel der. I 1552 eller 1553 fik de lov til at gå i land og bygge nogle lagerhuse for at kunne tørre de varer, som var blevet udsat for havvand. At de også kunne overnatte der skyldtes angiveligt, at kineserne var taknemlige for deres indsats mod de japanske pirater langs kysterne. De kunne nu blive mellemmænd for handelen mellem Kina, Europa og Japan.
Macao blev grundlagt som en permanent portugisisk handelsstation og bosættelse i 1557. De første byggeprojekter var en kirke og nogle fæstningsværker. Men kineserne krævede foreløbig ingen lejeafgift; det begyndte først i 1582. I 1573 byggede kineserne den mur tværs over landtangen, som længe adskilte det portugisiske område fra det kinesiske. I 1580 blev Macao også gjort et katolsk bispesæde af pave Gregor XIII.
Byen blev et vigtigt handelscentrum. Når Kina godkendte oprettelsen af det, som blev et portugisisk styret støttepunkt, var det ifølge portugisiske historikere i stor grad, fordi landet havde grund til at forvente, at portugiserne kunne bekæmpe sørøverne på denne del af kysten. Sørøverne var både japanere og kinesere. Nogle kinesiske historikere er begyndt at så tvivl om denne version og hævder, at historiske kilder tier om et sørøverproblem i dette område i den tid, og antyder, at det i stedet kan have været lokal kinesisk korruption, som muliggjorde at portugiserne mod pengegaver kunne etablere sig på halvøen.
Kontakten ind i Kina fra Macao var vanskelig; faktisk var den forbudt. Ikke desto mindre var der allerede i 1565 tusinder af kinesere i byen, heraffem tusinder, som var blevet kristne.
Byen blomstede, og dette var en vigtig grund til, at Holland gjorde gentagne forsøg på at erobre byen i 1600-tallet. I 1628 udnævntes den første portugisiske guvernør, men kolonien forblev under kinesernes overhøjhed, idet disse ikke havde opgivet deres territorielle rettigheder, men fortsat opretholdt sin myndighed ved hjælp af mandariner. I 1670 løsrev Portugal territoriet fra Qing-dynastiets Kina, skønt der ikke var noget formelt suverænitetsskifte.
I 1802 og 1808 var Macao i en kort tid i britisk besiddelse.
Guvernøren Ferreira do Amoral fratog i 1849 formelt de kinesiske embedsmænd al myndighed ud over, hvad repræsentanter for andre fremmede nationer anerkendte. Den kinesiske regering nægtede at anerkende Portugals territorielle krav, men de europæiske lande anerkendte Macao de facto som en kolonial besiddelse.
Under Første opiumskrig (1839–42) kom Macao i et så stort forfald, at portugiserne tænkte på at opgive kolonien. For at fremme dens handel erklærede den portugisiske regering den 28. februar 1846 Macao for en frihavn, men lagde skat på alle mellem Macao, Hongkong og Kanton sejlende skibe. Macao fik et dårligt rygte som følge af den såkaldte "kuli-handel", der senere blev forbudt.
Efter henholdsvis første (1839–42) og anden opiumskrig (1856–60) okkuperede Portugal øen Taipa i 1851 og øen Colovane i 1864.
I 1880 omfattede kolonien blot 8,75 km2 og havde 59.959 indbyggere. Dertil kom de besatte småøer Taipa og Colovane, hvorved arealet blev 11,75 km2 med i alt 68.086 indbyggere, hvoraf 4.554 var europæere og 63.532 kinesere. Byen Macao var sæde for den portugisiske guvernør og en katolsk biskop. Byen prægedes af bygninger i portugisisk byggestil med moriske reminiscenser og anvendelse af de i Kina anvendte farver og former. Byen havde brede gader, et antal kirker, klosterbygninger (skønt alle klostre var blevet ophævede i 1834), pagoder og andre offentlige bygninger.
I 1887 undertegnede Portugal og Kina en aftale, hvorved Kina formelt gav portugiserne ret til "evig okkupation og regering af Macao"; Portugal forpligtede sig på sin side til at indhente Kinas godkendelse, dersom man ønskede at overdrage Macao til et andet land.
Macao mistede en del af sin status, da briterne grundlagde Hongkong lige ved side af og Kanton blev åbnet for udenlandsk handel.

### 1900-tallet
Det samlede areal var i 1910 på 11,75 km2 med 74.866 indbyggere, hvoraf 2.171 var portugisere, nogle spaniere og englændere mens resten var kinesere. På halvøen fandtes tre landsbyer: Monga, Patana og Lapa samt byen Macao, der fungerede som koloniens hovedstad med sæde for generalguvernøren, en romersk-katolsk biskop og en kinesisk mandarin. Byen var delt i et europæisk kvarter og et kinesisk kvarter. Det europæiske kvarter havde fem kirker samt et stort antal spillesteder, der skaffede kolonien dens vigtigste indtægt. Det kinesiske kvarter havde snævre gader. Macaos havn bestod af en ydre, meget dårligt beskyttet red og to indre havne, der imidlertid var så stærkt tilsandede, at skibe ikke kunne lægge til, men måtte opankre 9—10 km fra byen. Handelen var kontrolleret af kinesere. Der indførtes opium, bomuldsgarn, bomuldstøj og lignende og udførtes silke, te, indigo, stjerneanis og andet. I havnen indløb i 1915 13.457 Skibe med 2,4 mio. t.
I 1920 var befolkningstallet vokset til 83.984 indbyggere, heraf 3.816 portugisere.
I 1928 indgik Kuomintangregeringen (Republikken Kina) og den portugisiske regering den «den sino-portugisiske venskabs- og handelsaftale». Den handlede kun om tariffer og handel, men tav om Macaos status. Dermed ændrede situationen sig ikke fra, hvad den havde været siden 1887. I 1938 besatte portugisiske styrker øen Hengqin, der allerede var bosat af portugisiske missionærer. Henquin blev besat af japanerne i 1941 og tilbageført til Republikken Kina ved udgangen af 2. verdenskrig.
Etter den portugisiske revolution i 1974, som bragte et venstreorienteret styre til magten i landet, oprettede Kina og Portugal diplomatiske forbindelser og begyndte at forhandle om Macaos status. Portugal var da stemt for at returnere Macao til Kina, men kineserne (Folkerepublikken) var ikke interesseret, og bad Portugal at fortsætte at styre byen. I 1976 blev dermed Macao defineret af Lissabon som et kinesisk territorium under portugisisk forvaltning, en definition som kineserne formelt tilsluttede sig til (men understregede at det var en midlertidig sitution) ved en aftale med Portugal i 1979. Efter yderligere forhandlinger i 1987 besluttede man at Macao skulle afleveres til Kina i 1999, da det blev et specielt administrativt område.

### Overdragelsen 20. december 1999
Macao fik efter indlemmelsen i Kina i 1999 en stor grad af selvstyre for 50 år fremover. Lovgivningen skulle i høj grad opretholdes og nye love skulle ikke godkendes af centralregeringen i Beijing, men kun registreres. Det økonomiske system skulle fortsætte og gælde efter overtagelsen. Macao kunne også, under navnet "Macao, Kina", opretholde og udvikle forbindelser med fremmede stater og internationale organisationer.
Macaos øverste administrative leder er en guvernør som udnævnes af og står ansvarlig overfor myndighederne i Beijing.
Efter overdragelsen liberaliserede Macao sin kasinoindustri (tidligere opereret under et statsligt licenseret monopol) for at give udenlandske investorer mulighed for at starte en ny periode med økonomisk udvikling. Den regionale økonomi voksede med en tocifret årlig vækstrate fra 2002 til 2014, hvilket gjorde Macao til en af de rigeste økonomier i verden målt pr. indbygger. Politiske debatter har centreret sig om regionens jurisdiktionelle uafhængighed og centralregeringens tilslutning til "et land, to systemer".  Mens spørgsmål såsom national sikkerhedslovgivning har været kontroversielle, har de fleste makanesiske indbyggere haft ret stor tillid til regeringen, og en kinesisk identitet.
I 2015 blev Macao-grænserne revideret af statsrådet, hvilket flyttede landegrænsen nord til Canal dos Patos og udvidede sømilegrænsen markant. Ændringerne øgede størrelsen på Macaos maritime territorium med 85 km2.

## Demografi
Befolkningen var på 650.834 indbyggere i 2016.
| År   | Befolkning |
| ---- | ---------- |
| 1993 | 390.000    |
| 1994 | 403.600    |
| 1995 | 415.000    |
| 1996 | 415.200    |
| 1997 | 419.400    |
| 1998 | 425.200    |
| 1999 | 429.600    |
| 2000 | 431.500    |
| 2001 | 436.700    |
| 2002 | 441.600    |
| 2003 | 427.500    |
| 2004 | 465.300    |
| 2005 | 488.100    |
| 2006 | 508.500    |
| 2007 | 531.000    |
| 2016 | 650.834    |

Macao er et af verdens tættest befolkede områder, med en befolkningstæthed på 21.340 personer pr. kvadratkilometer.
Af befolkningen i Macao var 88,4 % kinesere i 2016. De største grupper af udenlandsk oprindelse stammer fra Filippinerne (4,6 %) og Vietnam (2,4 %). 1,4 % havde i 2016 portugisisk baggrund.

### Sprog
Både kantonesisk og portugisisk er officielle sprog i Macao. Ellers tales det mandarin, engelsk og hokkien. Engelsk undervises i skolerne og er tildeles undervisningssprog på universitetsniveau. Eftersom Macao er så afhængig af turisme og handel er engelsk i færd med at blive et vigtigt fællessprog.
Macanesisk, som ofte omtales som patuá, er et distinkt blandingssprog blandt de såkaldte macanesere (nu 2% af befolkningen), men det er kun få macanesere, som virkelig har grebet om dette blandingssprog.

### Næringsveje
Befolkningen i Macao SAR er for det meste engageret indenfor manufaktur, byggebranchen, grossist- og detailhandel, reparatur, hoteller, restauranter, finansielle tjenester og anden forretningsvirksomhed, offentlig forvaltning, socialtjenester, kasinodrift, transport, lager og kommunikation. I 2006 var det 37.357 arbejdere med gæstearbejderstatus fra Fastlands-Kina; de udgjorde 57,7 % af alle gæstearbejderne.

### Levetidsforventning, fødselstal
Ifølge en undersøgelse udført af CIA, var Macao blandt de ti lande i verden med højest levetidsforventning ved fødsel. Macaos fødselsrate, fertilitetsrate og spædbarnsdødelighed er blandt verdens laveste.

## Politik
Efter at have været portugisisk koloni overgik Macao i 1999 til Folkerepublikken Kinas suverænitet i henhold til princippet om "Et land – to systemer", som første gang blev indført i 1997, da Hongkong ligeledes overgik til Kina. Macao opnåede dermed – inspireret af den indførte styreform for Hongkong – status som Special Administrative Region (SAR) med varighed i 50 år regnet fra overgangen til kinesisk overhøjhed.
neStatussen som SAR medfører, at Macao har en høj grad af selvstyre, idet centralregeringen i Beijing alene varetager forsvars- og udenrigspolitikken. Macao har sin egen forfatning, kaldet Basic Law of Macau SAR (Grundlæggende lov for Macao SAR), der som kinesisk særlov danner grundlaget for forholdet til centralregeringen i Beijing, samt for den lokale politiske struktur, borgernes rettigheder, de offentlige finanser, samt andre økonomiske forhold de første halvtreds år efter overdragelsen til Kina, dvs. indtil 2049. Macao har – ligesom Hongkong – beholdt retten til at have egen valuta.
Situationen på menneskerettighedsområdet må generelt siges at være af vestlig standard, når der ses bort fra, at flertallet af medlemmerne i Macaos styrende organer ikke er demokratisk valgte, men udpegede af centralregeringen i Beijing. 15 medlemmer af den 29 mand store lovgivende forsamling udpeges, mens de sidste 14 vælges ved valg.

## Økonomi
Macaos økonomi domineres af spilindustrien, turisme og mindre produktion af tekstiler og fyrværkeri.
Turismen udgør ca. 25 % af BNI, mens tekstilindustrien tilføjer omkring 75 % af de samlede eksportindtægter. Spil og kasinoindustrien udgør ca. 40 % af BNI. I 2005 besøgte over 18,7 millioner turister Macao. Selvom antallet af besøgende fra Hongkong er øget de seneste år, består hovedparten af turisterne nu af borgere fra Folkerepublikken.
Kasinoindustrien, rygsøjlen i økonomien, var i 39 år kontrolleret af Sociedada de Turismo e Diversoes de Macaus monopol. Dette ændrede sig i 2001, da licenser til at drive kasinoer blev udbudt til andre aktører. Fire nye aktører har herefter meldt sig på markedet i Macao – Las Vegas Sands, Galaxy, Wynn Macau og MGM, som alle har åbnet både kasinoer og hoteller.
I 2007-08 byggede Sociedada de Turismo e Diversoes de Macau den 261 meter høje bygning Grand Lisboa, der med sine 58 etager (hotel, kasino, restauranter og diverse erhvervslejemål) er Macaos højeste og en af de mest markante.
Man er afhængig af Kina hvad angår import af fødevarer, råstoffer og energi, men også Japan og Hongkong er blandt hovedleverandørerne.

## Gastronomi
Macaos køkken er en portugisisk, indisk eller malaysisk og kantonesisk blanding.
Kendte retter er f.eks. portugisisk bacalhau (torskebolle), karrykrabbe, portugisisk galinha à africana (kylling), portugisisk caldo verde (grønsuppe), portugisisk æggetærte, kantonesisk dim sum og Chengpi-and.

## Transport
Der afgår færger og busser til Guangzhou hver dag. Der er desuden faste forbindelser med hydrofoilbåde og helikoptere til Hongkong. Lufthavnen Macau International Airport åbnede i 1995, hvorfra der er ruter til ca. 30 forskellige byer i verden.

## Geografi
Macao ligger på den vestre side af bugten, hvor mange af udløbene fra Perlefloden (Zhujiang) munder ud i Det Sydkinesiske Hav. Byen ligger 60 kilometer sydvest for Hongkong og 145 kilometer syd for Guangzhou. Den består af Macaohalvøen og af de nu forenede øer Taipa og Coloane. Halvøen er dannet af landtungen mellem Perleflodens hovedudløb i øst og en af mundingsgrenene af Xi Jiang (Vestfloden) i vest. Den grænser til Zhuhai i Fastlands-Kina. Den vigtigste grænsepassagepost mellem Macao og Kina er kendt som Portas do Cerco (Barrier Gate) på Macaosiden, og som grænseposten Gongbei på Zhuhaisiden.
Macaohalvøen var oprindelig en ø, men flodaflejringer dannede en tynd sandbanke mod nord, som efterhånden blev bredere og bredere. Mange landvindingsprojekter i 1600-tallet omgjorde efterhånden Macao til en stort set flad halvø, skønt de mange bratte højder er med til at markere den oprindelige landmasse. Hele området er tæt bymæssigt bebygget således, at det ikke er nogen jordbrugsområder længere.
Macao består, foruden af halvøen, også af to nå sammengroede øer, Taipa og Coloane. Størstedelen af Macao er bebygget. Der findes ingen vandløb eller floder, flodvandet er forurenet, og derfor er drikkevand en mangelvare og må tilføres udefra.

### Klima
| Vejr for Macao                    | Vejr for Macao | Vejr for Macao | Vejr for Macao | Vejr for Macao | Vejr for Macao | Vejr for Macao | Vejr for Macao | Vejr for Macao | Vejr for Macao | Vejr for Macao | Vejr for Macao | Vejr for Macao | Vejr for Macao |
|                                   | Jan            | Feb            | Mar            | Apr            | Maj            | Jun            | Jul            | Aug            | Sep            | Okt            | Nov            | Dec            | År             |
| --------------------------------- | -------------- | -------------- | -------------- | -------------- | -------------- | -------------- | -------------- | -------------- | -------------- | -------------- | -------------- | -------------- | -------------- |
| Gennemsnitlig maks °C             | 18,2           | 18,5           | 21             | 24,7           | 28,4           | 30,3           | 31,6           | 31,5           | 30,4           | 28,1           | 24,1           | 20,1           | 25,6           |
| Gennemsnitlig min °C              | 12,5           | 13,6           | 16,2           | 20,2           | 23,6           | 25,6           | 26,2           | 26,1           | 25,1           | 22,6           | 18,3           | 14             | 20,3           |
| Gennemsnitlig nedbør mm           | 27             | 60             | 89             | 195            | 311            | 364            | 297            | 343            | 220            | 79             | 44             | 30             | 2.059          |
| Kilde (27. februar 2019): TurVejr |                |                |                |                |                |                |                |                |                |                |                |                |                |